# آلفردو گولینی
آلفردو گولینی (ایتالیایی: Alfredo Gollini؛ ۲۴ دسامبر ۱۸۸۱ – ۲۲ آوریل ۱۹۵۷) ژیمناست هنری اهل ایتالیا بود.